# Bankiet u Sanah
Bankiet u Sanah (zapis stylizowany: Bankiet u sanah) – pierwszy album koncertowy polskiej piosenkarki Sanah. Wydawnictwo ukazało się 1 grudnia 2023 nakładem wytwórni muzycznej Magic Records w dystrybucji Universal Music Polska.
Album jest utrzymany w stylu muzyki pop i poezji śpiewanej. Składa się z wersji standardowej (2 CD), płyty analogowej (1 LP) i płyty analogowej (3 LP). Na wydawnictwie znajdują się utwory zarejestrowane podczas trasy koncertowej, na której piosenkarce na scenie towarzyszyła Polska Orkiestra Muzyki Filmowej pod dyrekcją Przemysława Piotra oraz chór Silesian Chamber Choir Ad Libitum. Za aranżacje odpowiadał Rafał Rozmus.
Płyta zadebiutowała na 2. miejscu polskiej listy sprzedaży – OLiS. Wydawnictwo uzyskało status złotej płyty, przekraczając liczbę 15 tysięcy sprzedanych kopii.

## Lista utworów
Opracowano na podstawie materiału źródłowego.
| Bankiet u Sanah – Wersja standardowa (1 CD) | Bankiet u Sanah – Wersja standardowa (1 CD) | Bankiet u Sanah – Wersja standardowa (1 CD) | Bankiet u Sanah – Wersja standardowa (1 CD)                                                       | Bankiet u Sanah – Wersja standardowa (1 CD) |
| Nr                                          | Tytuł utworu                                | Słowa                                       | Muzyka                                                                                            | Długość                                     |
| ------------------------------------------- | ------------------------------------------- | ------------------------------------------- | ------------------------------------------------------------------------------------------------- | ------------------------------------------- |
| 1.                                          | „Intro”                                     | utwór instrumentalny                        | Rafał Rozmus                                                                                      | 0:53                                        |
| 2.                                          | „Płomień”                                   | Zuzanna Grabowska                           | Zuzanna Grabowska                                                                                 | 2:00                                        |
| 3.                                          | „Co ja robię tutaj?”                        | Zuzanna Grabowska, Magdalena Wójcik         | Zuzanna Grabowska, Thomas Martin Leithead-Docherty, Edward Leithead-Docherty                      | 3:09                                        |
| 4.                                          | „Czesława”                                  | Zuzanna Grabowska, Natalia Grosiak          | Zuzanna Grabowska                                                                                 | 4:04                                        |
| 5.                                          | „Ostatnia nadzieja”                         | Zuzanna Grabowska, Dawid Podsiadło          | Zuzanna Grabowska, Jakub Galiński                                                                 | 4:30                                        |
| 6.                                          | „Interludium”                               | utwór instrumentalny                        | Zuzanna Grabowska                                                                                 | 1:40                                        |
| 7.                                          | „Irenka”                                    | Zuzanna Grabowska, Mateusz Dopieralski      | Zuzanna Grabowska, Mateusz Dopieralski, Thomas Martin Leithead-Docherty, Edward Leithead-Docherty | 3:43                                        |
| 8.                                          | „Święty Graal”                              | Zuzanna Grabowska                           | Zuzanna Grabowska                                                                                 | 4:41                                        |
| 9.                                          | „Pożal się Boże”                            | Zuzanna Grabowska                           | Zuzanna Grabowska, Thomas Martin Leithead-Docherty, Edward Leithead-Docherty                      | 4:17                                        |
| 10.                                         | „Cząstka”                                   | Zuzanna Grabowska, Magdalena Wójcik         | Zuzanna Grabowska, Jakub Galiński                                                                 | 6:52                                        |
| 11.                                         | „Szampan”                                   | Zuzanna Grabowska, Magdalena Wójcik         | Zuzanna Grabowska, Jakub Galiński                                                                 | 4:03                                        |
|                                             |                                             |                                             |                                                                                                   | 39:52                                       |

| Bankiet u Sanah – Wersja standardowa (2 CD) | Bankiet u Sanah – Wersja standardowa (2 CD) | Bankiet u Sanah – Wersja standardowa (2 CD)                              | Bankiet u Sanah – Wersja standardowa (2 CD)                                  | Bankiet u Sanah – Wersja standardowa (2 CD) |
| Nr                                          | Tytuł utworu                                | Słowa                                                                    | Muzyka                                                                       | Długość                                     |
| ------------------------------------------- | ------------------------------------------- | ------------------------------------------------------------------------ | ---------------------------------------------------------------------------- | ------------------------------------------- |
| 1.                                          | „2:00”                                      | Zuzanna Grabowska, Magdalena Wójcik                                      | Zuzanna Grabowska, Thomas Martin Leithead-Docherty, Edward Leithead-Docherty | 4:07                                        |
| 2.                                          | „Szary świat”                               | Zuzanna Grabowska                                                        | Zuzanna Grabowska                                                            | 3:58                                        |
| 3.                                          | „Tęsknię sobie”                             | Zuzanna Grabowska, Artur Rojek                                           | Zuzanna Grabowska                                                            | 5:11                                        |
| 4.                                          | „Aniołom szepnij to”                        | Zuzanna Grabowska                                                        | Zuzanna Grabowska                                                            | 4:24                                        |
| 5.                                          | „Bajka”                                     | Krzysztof Kamil Baczyński                                                | Zuzanna Grabowska, Arkadiusz Kopera                                          | 4:40                                        |
| 6.                                          | „Nic dwa razy”                              | Wisława Szymborska                                                       | Zuzanna Grabowska                                                            | 3:13                                        |
| 7.                                          | „Duszki”                                    | Zuzanna Grabowska, Magdalena Wójcik                                      | Zuzanna Grabowska, Paul Whalley                                              | 4:20                                        |
| 8.                                          | „Etc. (na disco)”                           | Zuzanna Grabowska, Magdalena Wójcik                                      | Zuzanna Grabowska, Arkadiusz Kopera, Mariusz Obijalski                       | 3:56                                        |
| 9.                                          | „Eldorado”                                  | Zuzanna Grabowska, Daria Zawiałow                                        | Zuzanna Grabowska, Arkadiusz Kopera                                          | 4:45                                        |
| 10.                                         | „Ale jazz!”                                 | Zuzanna Grabowska, Mateusz Dopieralski, Magdalena Wójcik, Jakub Galiński | Zuzanna Grabowska, Mateusz Dopieralski, Magdalena Wójcik, Jakub Galiński     | 3:22                                        |
| 11.                                         | „Sen we śnie”                               | Edgar Allan Poe                                                          | Zuzanna Grabowska                                                            | 4:34                                        |
| 12.                                         | „Hymn”                                      | Juliusz Słowacki                                                         | Zuzanna Grabowska                                                            | 5:46                                        |
|                                             |                                             |                                                                          |                                                                              | 52:16                                       |

Uwagi:
- We wszystkich utworach występuje dopisek „Bankietowy live”.
- W utworach: „Płomień”, „Ostatnia nadzieja”, „Duszki” i „Etc. (na disco)” tytuły piosenek są stylizowane na wszystkie małe litery.
- Utwory: „Intro” i „Interludium” to piosenki instrumentalne.
- Utwory: „Bajka”: wiersz autorstwa Krzysztofa Kamila Baczyńskiego pt. Bajka, „Nic dwa razy” to wiersz wiersz autorstwa Wisławy Szymborskiej, „Sen we śnie”: wiersz Edgara Allana Poego pod tym samym tytułem w przekładzie Włodzimierza Lewika, „Hymn” to wiersz autorstwa Juliusza Słowackiego pt. Hymn (Smutno mi, Boże...).
- W wydaniu zawartym na trzech płytach winylowych pojawia się dodatkowo utwór Marcepan (Bankietowy) i jest to jedyne wydawnictwo z tym utworem[8].

## Promocja

### Trasa koncertowa
Opracowano na podstawie materiału źródłowego.
| Data              | Miejscowość   | Obiekt                            |
| ----------------- | ------------- | --------------------------------- |
| 4 listopada 2022  | Wrocław       | Narodowe Forum Muzyki             |
| 5 listopada 2022  | Wrocław       | Narodowe Forum Muzyki             |
| 9 listopada 2022  | Bielsko-Biała | Cavatina Hall                     |
| 10 listopada 2022 | Bielsko-Biała | Cavatina Hall                     |
| 12 listopada 2022 | Katowice      | Sala Koncertowa NOSPR             |
| 13 listopada 2022 | Katowice      | Sala Koncertowa NOSPR             |
| 14 listopada 2022 | Poznań        | Sala Ziemi Poznań Congress Center |
| 15 listopada 2022 | Poznań        | Sala Ziemi Poznań Congress Center |
| 23 listopada 2022 | Gdańsk        | Filharmonia Bałtycka              |
| 24 listopada 2022 | Gdańsk        | Filharmonia Bałtycka              |
| 30 listopada 2022 | Warszawa      | Filharmonia Narodowa              |
| 1 grudnia 2022    | Warszawa      | Filharmonia Narodowa              |
| 8 stycznia 2023   | Kraków        | Centrum Kongresowe ICE Kraków     |
| 9 stycznia 2023   | Kraków        | Centrum Kongresowe ICE Kraków     |
| 10 stycznia 2023  | Kraków        | Centrum Kongresowe ICE Kraków     |

## Pozycje na listach sprzedaży
| Kraj   | Lista (2023)             | Najwyższa pozycja |
| ------ | ------------------------ | ----------------- |
| Polska | OLiS – albumy            | 2                 |
| Polska | OLiS – albumy fizycznie  | 2                 |
| Polska | OLiS – albumy w streamie | 89                |

| Kraj   | Lista (2023)            | Pozycja |
| ------ | ----------------------- | ------- |
| Polska | OLiS – albumy           | 66      |
| Polska | OLiS – albumy fizycznie | 30      |
| Polska | Lista (2024)            | Pozycja |
| Polska | OLiS – albumy           | 43      |
| Polska | OLiS – albumy fizycznie | 11      |
| Polska | OLiS – albumy – winyle  | 56      |

## Certyfikat
| Kraj          | Certyfikat  | Sprzedaż |
| ------------- | ----------- | -------- |
| Polska (ZPAV) | złota płyta | 15 000+  |

## Wyróżnienia
| Rok  | Konkurs                 | Kategoria                     | Rezultat  |
| ---- | ----------------------- | ----------------------------- | --------- |
| 2024 | Bestsellery Empiku 2023 | Muzyka pop                    | Nominacja |
| 2024 | Fryderyki 2024          | Najlepsze nagranie koncertowe | Nominacja |